# Esquí alpí als Jocs Olímpics d'hivern de 2006
Als Jocs Olímpics d'Hivern de 2006 celebrats a la ciutat de Torí (Itàlia) es disputaren deu proves d'esquí alpí, cinc en categoria masculina i cinc més en categoria femenina.
Les proves es realitzaren entre els dies 12 i 25 de febrer de 2006 a les instal·lacions de Sestriere i Cesana San Sicario. Hi participaren un total de 287 esquiadors, entre ells 168 homes i 119 dones, de 60 comitès nacionals diferents.

## Medaller
| Pos.  | País         | Or | Plata | Bronze | Total |
| 1     | Àustria      | 4  | 5     | 5      | 14    |
| 2     | Estats Units | 2  | 0     | 0      | 2     |
| 3     | Croàcia      | 1  | 2     | 0      | 3     |
| 4     | França       | 1  | 1     | 0      | 2     |
| 5     | Suècia       | 1  | 0     | 3      | 4     |
| 6     | Noruega      | 1  | 0     | 0      | 1     |
| 7     | Suïssa       | 0  | 1     | 2      | 3     |
| 8     | Finlàndia    | 0  | 1     | 0      | 1     |
| Total | Total        | 10 | 11    | 9      | 30    |

## Medallistes

### Homes
| Prova                  | Or                  | Plata              | Bronze             |
| Descens Detalls        | Antoine Dénériaz    | Michael Walchhofer | Bruno Kernen       |
| Super-G Detalls        | Kjetil André Aamodt | Hermann Maier      | Ambrosi Hoffmann   |
| Eslàlom gegant Detalls | Benjamin Raich      | Joël Chenal        | Hermann Maier      |
| Eslàlom Detalls        | Benjamin Raich      | Reinfried Herbst   | Rainer Schönfelder |
| Combinada Detalls      | Ted Ligety          | Ivica Kostelić     | Rainer Schönfelder |

### Dones
| Prova                  | Or                   | Plata            | Bronze                |
| Descens Detalls        | Michaela Dorfmeister | Martina Schild   | Anja Pärson           |
| Super-G Detalls        | Michaela Dorfmeister | Janica Kostelić  | Alexandra Meissnitzer |
| Eslàlom gegant Detalls | Julia Mancuso        | Tanja Poutiainen | Anna Ottosson         |
| Eslàlom Detalls        | Anja Pärson          | Nicole Hosp      | Marlies Schild        |
| Combinada Detalls      | Janica Kostelić      | Marlies Schild   | Anja Pärson           |